# Instituto Franklin
O Instituto Franklin (em inglês:  The Franklin Institute), denominado em memória de Benjamin Franklin, é um museu científico em Filadélfia, no estado da Pensilvânia, Estados Unidos. Foi fundado em 5 de fevereiro de 1824 por Samuel Vaughn Merrick e William H. Keating, sendo a mais antiga instituição científica dos Estados Unidos.

## História
Originalmente o museu estava localizado em um edifício da 15 South 7th Street. Em setembro de 1884 a primeira exposição eletrotécnica dos Estados Unidos ocorreu em suas instalações. Nikola Tesla apresentou em 1893 uma palestra sobre transmissão de energia sem fio. Em 1934 suas instalações foram transferidas para sua atual localização na Benjamin Franklin Parkway e neste mesmo ano Philo Farnsworth demonstrou no Instituto a primeira tecnologia televisiva completamente eletrônica.

## Exposições permanentes
No museu as seguintes exposições estão permanentemente instaladas:
- Electricity and Technology, que sucedeu em 2010 a exposição Franklin...He's Electric, mostrando trabalhos sobre engenharia elétrica e Benjamin Franklin.[2]
- The Franklin Airshow contém coleções dos Irmãos Wright com aeronaves históricas como o Wright Flyer, um avião de treinamento Lockheed T-33 da Força Aérea dos Estados Unidos de 1948 e um Boeing 707 em tamanho original.
- O Joel N. Bloom Observatory dispõe de cinco telescópios, dentre outros um telescópio refrator da Carl Zeiss AG com 24 cm de abertura. O observatório foi renovado em 2006.
- The Train Factory é voltada a trens e locomotivas históricas, como a Baldwin 60000.
- Space Command com o tema viagem espacial.